# Lieferkettensorgfaltspflichtengesetz
Das Lieferkettensorgfaltspflichtengesetz (LkSG) ist das deutsche Lieferkettengesetz. Das deutsche Bundesgesetz steuert das wirtschaftliche Handeln von in Deutschland ansässigen Unternehmen – mit in der Regel 1000 oder mehr inländischen Arbeitnehmern –, indem ihnen menschenrechtliche Sorgfaltspflichten auferlegt werden, die sie innerhalb ihrer Lieferketten zu beachten haben.
Das Gesetz geht zurück auf die Leitprinzipien für Wirtschaft und Menschenrechte der Vereinten Nationen und den Nationalen Aktionsplan – Umsetzung der UN-Leitprinzipien für Wirtschaft und Menschenrechte (NAP) von 2016 in der Bundesrepublik Deutschland.
Es wurde am 11. Juni 2021 als Artikel 1 des Gesetzes über die unternehmerischen Sorgfaltspflichten in Lieferketten vom Bundestag verabschiedet. Die anschließend erforderliche Veröffentlichung im Bundesgesetzblatt erfolgte am 22. Juli 2021, sodass das Gesetz zum 1. Januar 2023 in Kraft treten konnte.
Mit dem Gesetz werden Unternehmen ab einer bestimmten Größe dazu verpflichtet, die in §§ 3 bis 10 des Gesetzes festgelegten „menschenrechtlichen und umweltbezogenen Sorgfaltspflichten in angemessener Weise zu beachten mit dem Ziel, menschenrechtlichen oder umweltbezogenen Risiken vorzubeugen oder sie zu minimieren oder die Verletzung menschenrechtsbezogener oder umweltbezogener Pflichten zu beenden“ (§ 3 Abs. 1 Satz 1 LkSG). Am 1. Januar 2024 wurde der Schwellenwert für betroffene Unternehmen auf 1000 Mitarbeiter gesenkt. Eine repräsentative Untersuchung vom Juli 2020 hatte gezeigt, dass lediglich zwischen 13 und 17 % der befragten Unternehmen die Anforderungen des Nationalen Aktionsplans (NAP) erfüllen. Rechtlich verbindliche und international anschlussfähige Sorgfaltsstandards sollen nunmehr eine ausreichende Einhaltung gewährleisten.
Im Koalitionsvertrag der Bundesregierung unter Friedrich Merz wurde die Abschaffung des Lieferkettensorgfaltspflichtengesetzes vereinbart. Darüber hinaus forderte Merz auch die Streichung der Europäischen Lieferkettenrichtlinie, wofür er vom Koalitionspartner SPD sowie dem DGB kritisiert wurde.

## Wirksamkeit
Eine gemeinsam vom European Center for Constitutional and Human Rights (ECCHR), Brot für die Welt und dem Bischöflichen Hilfswerk Misereor zwei Jahren Inkrafttreten des LkSG veröffentlichte Studie zeigt erste positive Wirkungen, gleichzeitig aber erhebliche Defizite bei der Umsetzung. Insbesondere bestehen Schwierigkeiten hinsichtlich der Zugänglichkeit unternehmensinterner Beschwerdemechanismen, die häufig durch mangelnde Transparenz über Lieferbeziehungen sowie Sprachbarrieren und Furcht vor Repression gekennzeichnet sind. Auch der Prüf- und Kontrollpraxis des Bundesamtes für Wirtschaft und Ausfuhrkontrolle (BAFA) werden erhebliche Defizite attestiert, insbesondere bezüglich Transparenz und Beteiligung von Betroffenen. Die Studie empfiehlt zur Steigerung der Wirksamkeit der Verfahren eine bessere Zugänglichkeit von Beschwerdeverfahren durch aktive Informationspflichten der Unternehmen gegenüber potenziell Betroffenen sowie klare gesetzliche Vorgaben zur Beteiligung von Anspruchsgruppen. Insbesondere sollten Unternehmen zur aktiven Einbindung Betroffener in die Gestaltung und Umsetzung von Präventions- und Abhilfemaßnahmen verpflichtet werden.

## Gliederung des Gesetzes
- Abschnitt 1 Allgemeine Bestimmungen
- Abschnitt 2 Sorgfaltspflichten
- Abschnitt 3 Zivilprozess
- Abschnitt 4 Behördliche Kontrolle und Durchsetzung
  - Unterabschnitt 1 Berichtsprüfung
  - Unterabschnitt 2 Risikobasierte Kontrolle
  - Unterabschnitt 3 Zuständige Behörde, Handreichungen, Rechenschaftsbericht
- Abschnitt 5 Öffentliche Beschaffung
- Abschnitt 6 Zwangsgeld und Bußgeld
- Anlage (zu § 2 Absatz 1, § 7 Absatz 3 Satz 2)
  - Übereinkommen

## Sorgfaltspflichten
Die Sorgfaltspflichten umfassen nach § 3 Abs. 1 Satz 2 LkSG:
1. die Einrichtung eines Risikomanagements (§ 4 Absatz 1),
2. die Festlegung einer betriebsinternen Zuständigkeit (§ 4 Absatz 3),
3. die Durchführung regelmäßiger Risikoanalysen (§ 5),
4. die Abgabe einer Grundsatzerklärung (§ 6 Absatz 2),
5. die Verankerung von Präventionsmaßnahmen im eigenen Geschäftsbereich (§ 6 Absatz 1 und 3) und gegenüber unmittelbaren Zulieferern (§ 6 Absatz 4),
6. das Ergreifen von Abhilfemaßnahmen (§ 7 Absatz 1 bis 3),
7. die Einrichtung eines Beschwerdeverfahrens (§ 8),
8. die Umsetzung von Sorgfaltspflichten in Bezug auf Risiken bei mittelbaren Zulieferern (§ 9) und
9. die Dokumentation (§ 10 Absatz 1) und die Berichterstattung (§ 10 Absatz 2)

Es handelt sich um sogenannte Bemühenspflichten, verpflichtete Unternehmen schulden also keinen bestimmten Erfolg. Verlangt wird, dass in angemessenem Umfang Vorkehrungen getroffen worden sind, um den Eintritt einer Verletzung des Gesetzes zu verhindern.

## Sanktionen
Die Prüfung der Einhaltung des Gesetzes erfolgt durch das Bundesamt für Wirtschaft und Ausfuhrkontrolle (BAFA). Bei Verstößen gegen das Gesetz können Bußgelder von bis zu 800.000 Euro verhängt werden, bei Unternehmen mit einem Umsatz von mehr als 400 Mio. Euro bis zu zwei Prozent des globalen Umsatzes. Wird ein Bußgeld von 175.000 Euro oder mehr verhängt, kann das betroffene Unternehmen für bis zu drei Jahre von der Vergabe öffentlicher Aufträge ausgeschlossen werden. Auch Gewerkschaften und Nichtregierungsorganisationen haben das Recht, Beschwerden vorzubringen, durch die Verfahren in Gang gesetzt werden.
Hilfsorganisationen bemängeln, dass das BAFA bisher nur in wenigen Fällen substanziell tätig geworden sei und die verhängten Maßnahmen oft nicht ausreichten, um effektive Abhilfe zu schaffen oder strukturelle Veränderungen in den Lieferketten der betroffenen Unternehmen zu bewirken.

## Anlage zu § 2 Absatz 1, § 7 Absatz 3 Satz 2
In der Anlage werden die internationalen Abkommen aufgeführt, auf die im Gesetz Bezug genommen wird:

### Menschenrechtspakte der UNO
- Internationaler Pakt über bürgerliche und politische Rechte
- Internationaler Pakt über wirtschaftliche, soziale und kulturelle Rechte

### ILO-Übereinkommen
- Übereinkommen Nr. 29 über Zwangs- oder Pflichtarbeit
  - Protokoll zum Übereinkommen Nr. 29 über Zwangs- oder Pflichtarbeit
- Übereinkommen Nr. 87 über die Vereinigungsfreiheit und den Schutz des Vereinigungsrechtes
- Übereinkommen Nr. 98 über die Anwendung der Grundsätze des Vereinigungsrechtes und des Rechtes zu Kollektivverhandlungen
- Übereinkommen Nr. 100 über die Gleichheit des Entgelts männlicher und weiblicher Arbeitskräfte für gleichwertige Arbeit
- Übereinkommen Nr. 105 über die Abschaffung der Zwangsarbeit
- Übereinkommen Nr. 111 über die Diskriminierung in Beschäftigung und Beruf
- Übereinkommen Nr. 138 über das Mindestalter für die Zulassung zur Beschäftigung
- Übereinkommen Nr. 182 über das Verbot und unverzügliche Maßnahmen zur Beseitigung der schlimmsten Formen der Kinderarbeit

Hierbei handelt es sich um die ILO-Kernarbeitsnormen.

### Umweltabkommen
- Übereinkommen von Minamata über Quecksilber
- Stockholmer Übereinkommen über persistente organische Schadstoffe
- Basler Übereinkommen über die Kontrolle der grenzüberschreitenden Verbringung gefährlicher Abfälle und ihrer Entsorgung

## Kritik
Das Lieferkettengesetz in Deutschland hat mehrere Lücken, die von verschiedenen Quellen hervorgehoben wurden. So fehle eine Regelung, nach der Unternehmen für Menschenrechtsverletzungen haften, die sie durch Missachtung ihrer Sorgfaltspflichten verursacht haben. Zweitens decke das Gesetz nicht alle Phasen der Wertschöpfung ab, wie beispielsweise Vertrieb und Export. Nichtregierungsorganisationen haben auch die Ausklammerung des Finanzsektors als Endkunden kritisiert. Für FIAN Deutschland stehe dies im klaren Widerspruch zu den UN-Leitprinzipien für Wirtschaft und Menschenrechte. Außerdem weise das Gesetz Defizite bei umwelt- und klimabezogenen Sorgfaltspflichten auf. Christian Lindner forderte, dass die Regelungen erst ab 2029 für deutsche Unternehmen mit min. 1000 Beschäftigten gelten sollen. Für diese Haltung wurde er wiederum von der Gewerkschaft ver.di kritisiert.
Hilfsorganisationen weisen auf die unzureichende Einbindung Betroffener in die Entscheidungsfindung sowie mangelnde Transparenz bei der Umsetzung hin. Die fehlende Verpflichtung der Unternehmen, ihre Einkaufspraktiken und Preisstrategien kritisch zu überprüfen, wird ebenfalls als erhebliche Schwäche des Gesetzes angesehen.